# 거제상동초등학교
거제상동초등학교는 대한민국 경상남도 거제시에 있는 공립 초등학교이다. 거제에서 학생수가 가장 많은 초등학교이기도 한다.

## 연혁
- 2015. 01. 29 거제상동초등학교 설립 인가
- 2015. 03. 01 거제상동초등학교 개교(23학급)
- 2015. 03. 01 초대 서영우 교장 부임